# Твифелфонтейн
Твифелфонте́йн (африк. Twyfelfontein) — долина в засушливом горном районе Дамара в Намибии. Примерно 130 миллионов лет назад намытый песок, соединившись с грунтом, образовал эти причудливые песчано-каменные горы.
Изначально долина Твифелфонтейн носила название «Уи-Аис» («прыгающий источник»), но в 1947 году при заселении белыми фермерами долина стала носить новое название.
Здесь были созданы во времена неолита (III тысячелетие до н. э.) тысячи наскальных рисунков, объявленных сейчас Всемирным наследием ЮНЕСКО. Тысячелетия эта долина использовалась коренными племенами, занимавшимися охотой и собирательством, для совершения ритуалов.

## Наскальные рисунки в долине Твифелфонтейн
Всего в долине Твифелфонтейн было создано в разное время более 2500 рисунков на скалистых плитах. В основном, это изображения африканских животных.
Наиболее древние из них появились 5000 лет назад, а последние около 500. Разница между ними видна только в обработке и стиле. Создателями рисунков считаются носители уилтонской культуры.

### Определение возраста наскальных рисунков
Определить точный возраст наскальных рисунков трудно. Их возраст связывают со временем возникновения древних поселений в этой местности.
Также возраст наскальных рисунков определяют косвенно — по степени выветривания плит песчаника.
Содержащееся в песчанике железо, соединяясь с отдельными песчинками, со временем превращается в каменную плиту. При длительном контакте с кислородосодержащим воздухом возникшая окись железа придаёт ржавую, тёмно-красную коричневую окраску скалистым поверхностям.

### Создание
Наскальные рисунки были созданы без металлических инструментов. Однако рядом археологи часто обнаруживают осколки кварца. Поэтому сформировалось мнение, что рисунки были созданы именно с помощью кварца.
Получить такой рисунок было трудно, несмотря на то, что сейчас плиты значительно твёрже, чем были ранее.

### Сюжеты рисунков

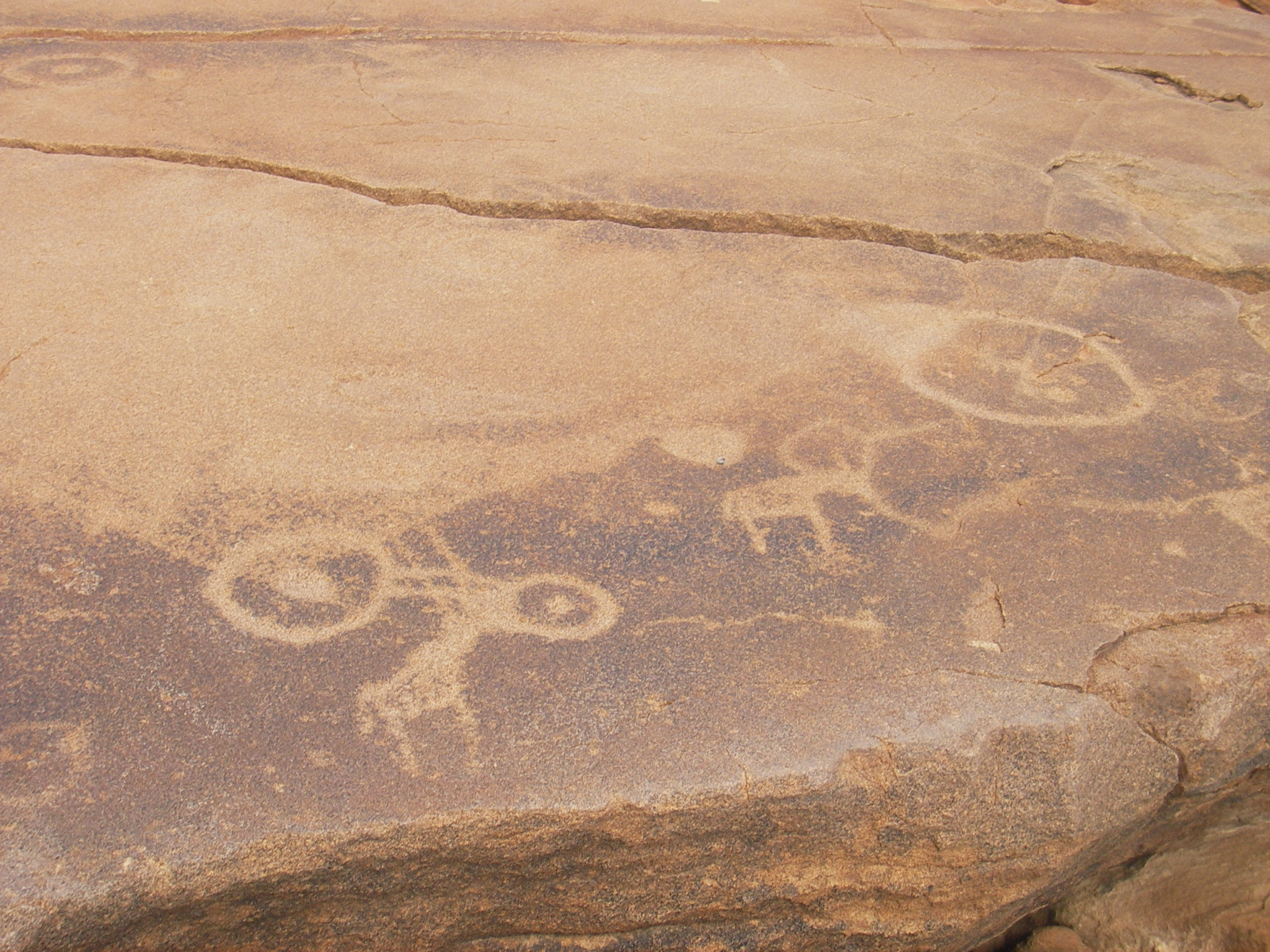
Магические круги (рисунки абстрактного вида)

Так как коренные племена (скорее всего бушмены) занимались преимущественно охотой и собирательством, очень многие из рисунков посвящены охоте.
Охотники изображены с луком и стрелами. Также на изображениях мы находим животных. Среди них — носороги, антилопы, зебры, львы, слоны и другие (см. последний рисунок в галерее).
Похоже, что на одном из наскальных рисунков изображён очень редкий вид носорога — чёрный носорог. Удивительно, что здесь, в 100 км от океана, был обнаружен рисунок тюленя.
Чаще всего животные изображались вместе с его следом (см. рис. «Львиная плита» наверху).
Также имеется много изображений абстрактного вида (см. рис. «Магические круги»). Их значение так и не могут выяснить историки и археологи. Считается, что такие рисунки с участием животных, были созданы не только по религиозным мотивам. Возможно они также использовались для обучения детей охотничьему ремеслу.
Самые известные из них:
- «Танцующая антилопа куду» (см. первое изображение в галерее), изображённая с торсом человека. Изображение размером — около 20 см. Это сказочное существо больше всего похоже вид антилопы — большого куду.
- «Лев-Человек» (см. фото наверху). Рисунок с изображениями животных. На переднем плане — лев с пятью пальцами на каждой лапе, и хвостом, изображённым в виде толстой ломанной линии[1].

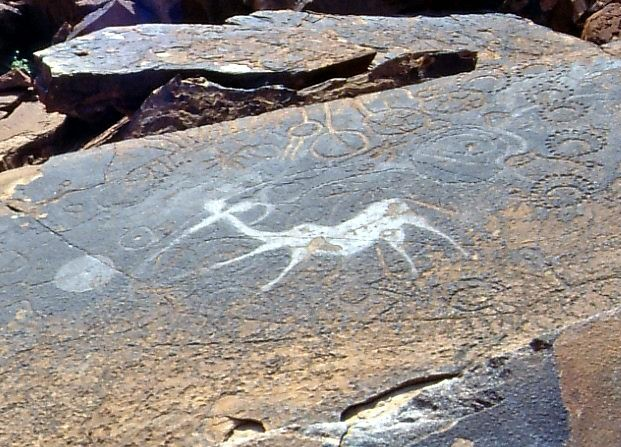
„Танцующая антилопа Куду“ рядом с абстрактными рисунками
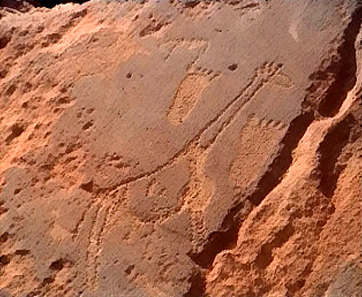
Рисунки на песчаных плитах
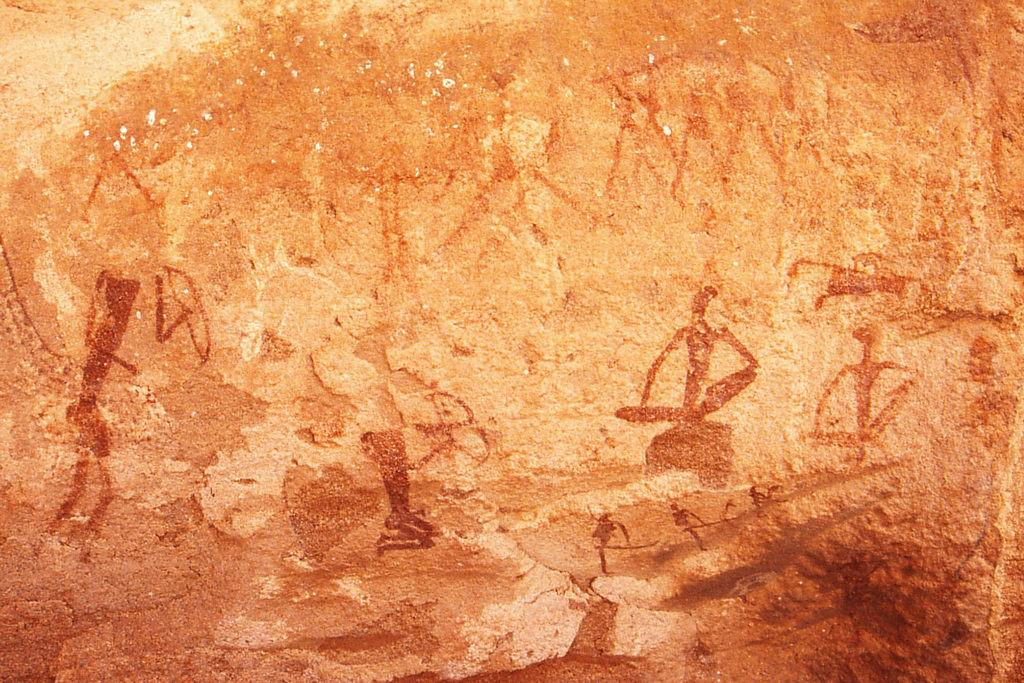
Наскальный рисунок потерял контраст под воздействием дождя и ветра
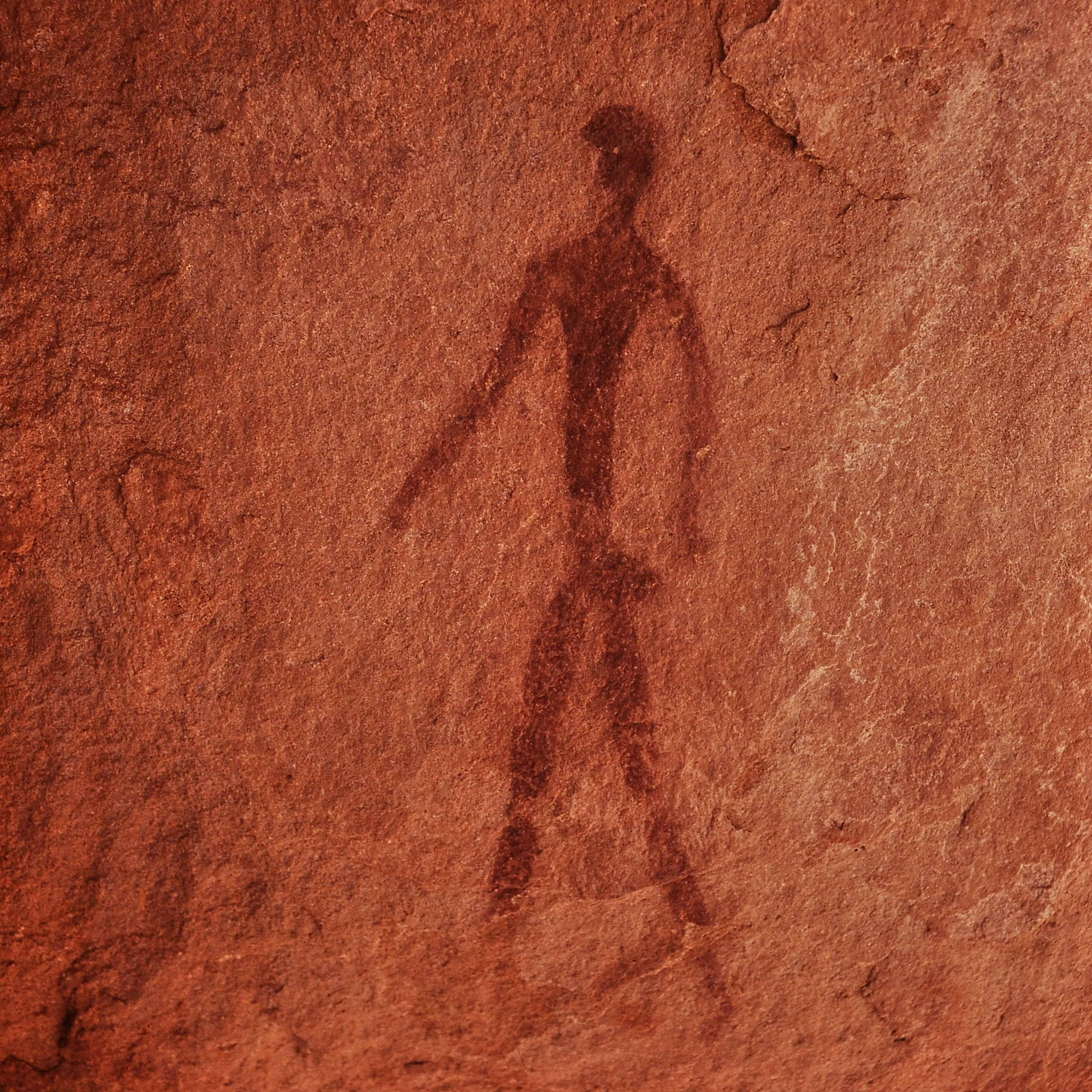
Изображение человека на наскальном рисунке
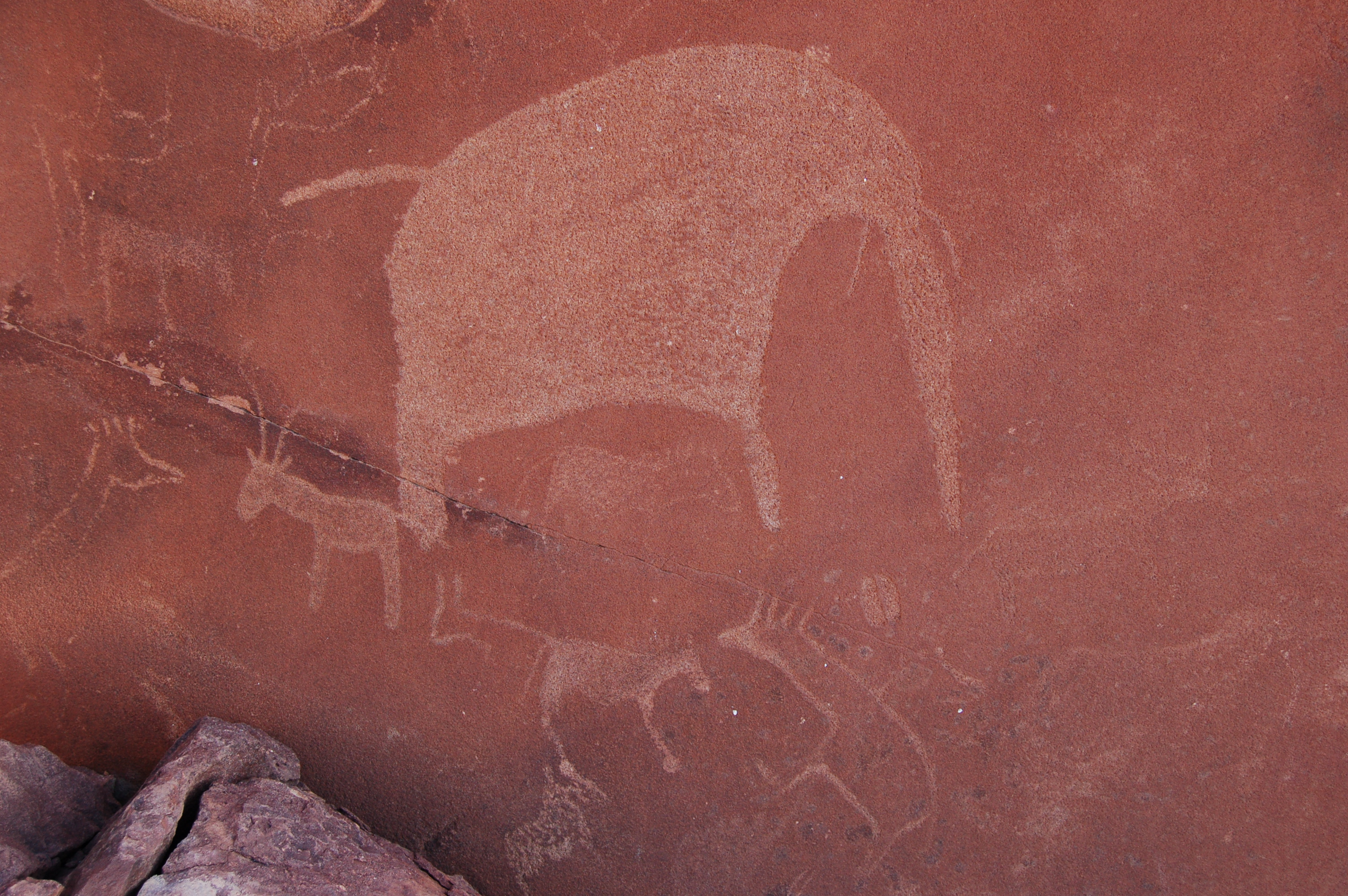
Рисунок слона

## Горный ландшафт

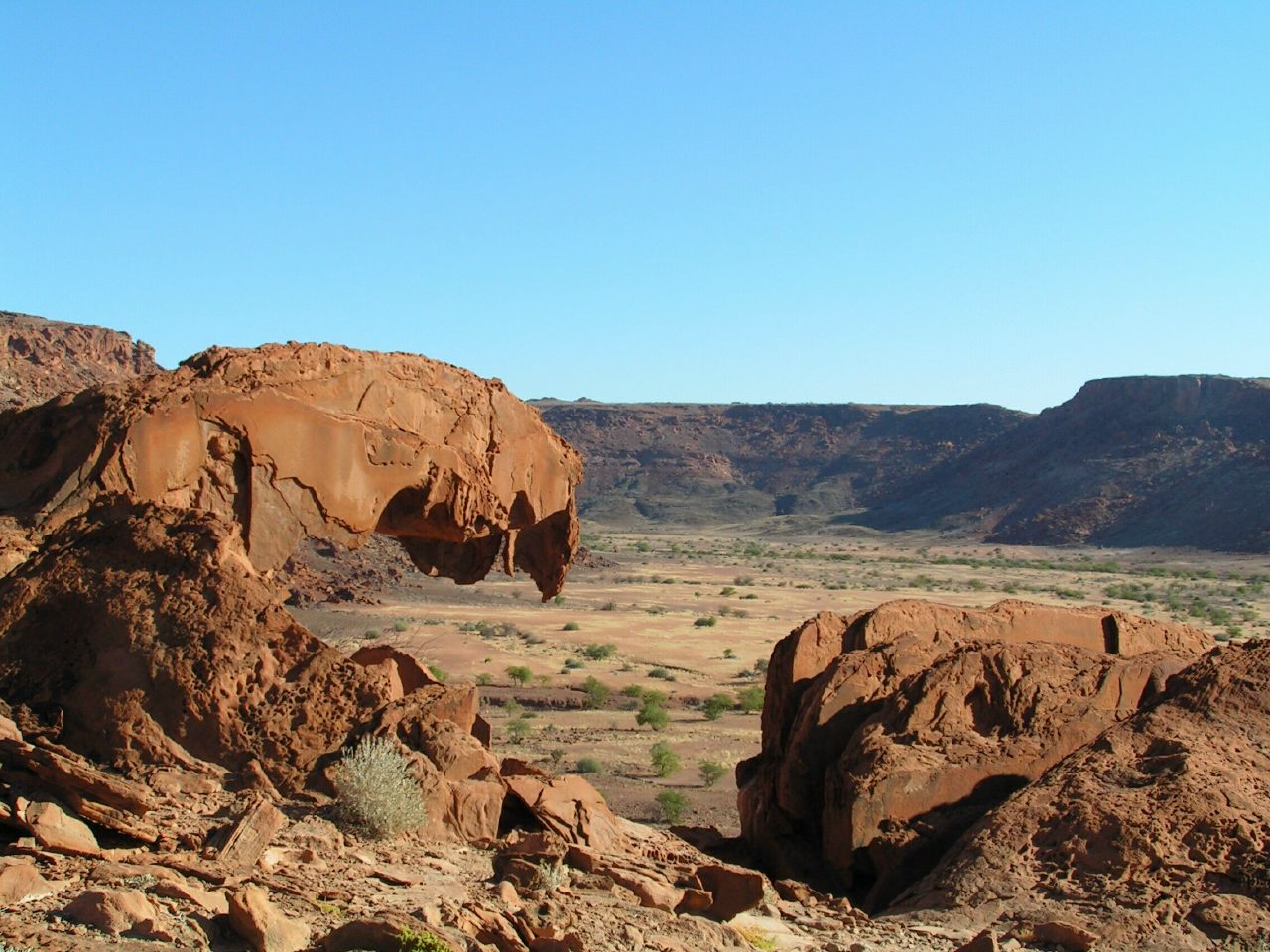
«Львиный зев» — форма образовавшаяся в горах долины Твифелфонтейн под воздействием песчаных ветров

Скалистая гряда, многократно подвергаясь воздействию дождя и ветра, со временем, начинает удивлять причудливыми формами.
Например, так называемый «Львиный зев» (см. фото справа).

## Расположение и описание
| Номер | Официальное название (нем.) [и перевод]                    | Координаты                      | Основные данные (англ.) |
| ----- | ---------------------------------------------------------- | ------------------------------- | --- |

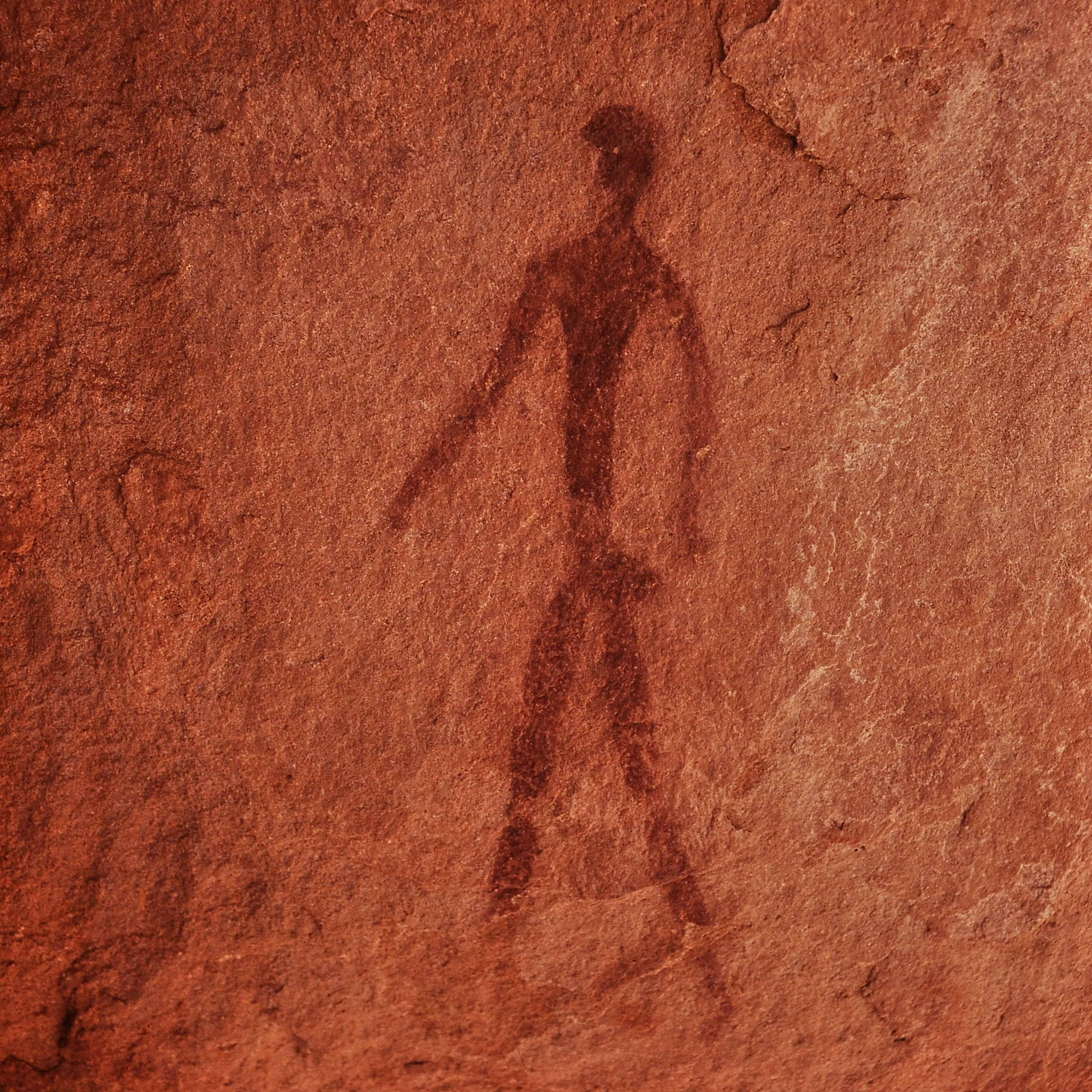
Изображение человека

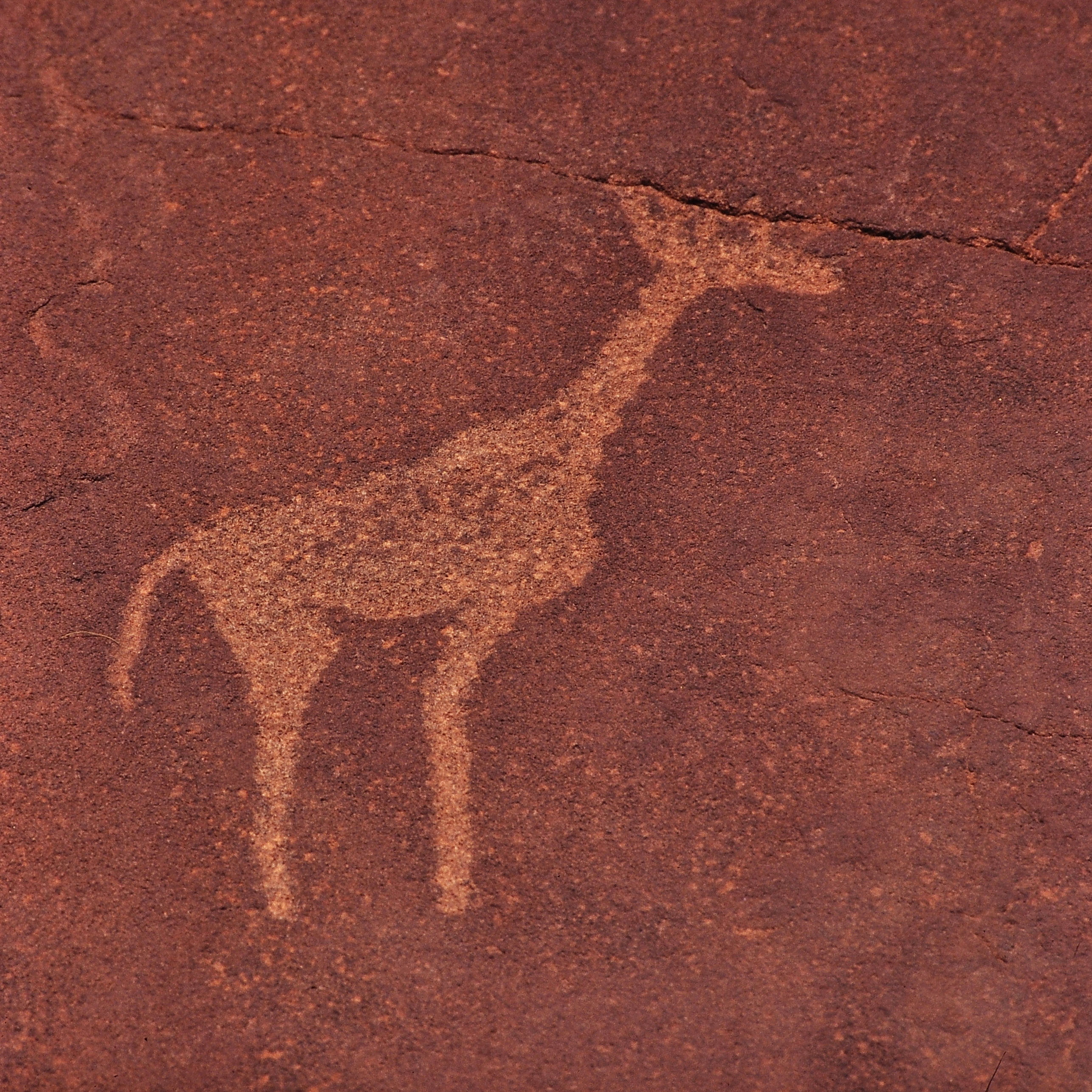
Изображение жирафа

| 1     | Nördlich des Zeremonienplatzes [Север места церемоний]     | 20°33′53″ ю. ш. 14°21′52″ в. д. | - 65 engravings - 2 large giraffes with a fine-pecked infill |
| 2     | Zeremonienplatz [Место церемоний]                          | 20°34′15″ ю. ш. 14°22′11″ в. д. | - more than 175 engravings - cave with rock paintings - rare engravings of hand prints |
| 3     | Die Sieben Tafeln [Семь плит]                              | 20°34′27″ ю. ш. 14°22′38″ в. д. | - 150—175 engravings - 2 superimpositioned engravings - 4-toed human foot print and one parent-child grouping |
| 4     | Die Sieben Tafeln [Семь плит] Outlier                      | 20°34′35″ ю. ш. 14°22′34″ в. д. | - 2 giraffe in excellent condition - rough work, possibly jackal |
| 5     | Hasenblock [Каменный блок]                                 | 20°34′45″ ю. ш. 14°22′23″ в. д. | - 40 engravings and 30 paintings - 18 human pictures in different postures - horned kudu bull with giraffe legs |
| 6     | Главный комплекс                                           | 20°34′27″ ю. ш. 14°22′38″ в. д. | - Symbolfelsen [Symbol’s rock] with geometric imagery - red pigment rock paintings |
| 7     | The Boulder Field                                          | 20°35′41″ ю. ш. 14°22′21″ в. д. | - 120 rock engravings, over 200 cupules - ostrich depiction joined to equid by a pecked line |
| 8     | Die große Wohnfläche [Большая обитаемая территория]        | 20°35′36″ ю. ш. 14°22′30″ в. д. | - 50 rock engravings, 43 rock paintings, 70 pieces of geometric imagery - dancing kudu («Fabeltier») |
| 9     | Die südliche Wohnfläche [Южная обитаемая территория]       | 20°35′50″ ю. ш. 14°22′31″ в. д. | - 250 rock engravings, 40 pieces of geometric imagery - giraffe with three waving lines attached to its head - Riesenblock [giant slab] with sitting giraffe                                                                              |
| 10    | Die rechte Talseite [Правая сторона долины]                | 20°35′51″ ю. ш. 14°22′30″ в. д. | - 75 rock engravings on 15 slabs - Löwenplatte [Lion’s Slab] with Lion Man |
| 11    | Die linke Talseite [Левая сторона долины]                  | 20°35′54″ ю. ш. 14°22′31″ в. д. | - 150 rock engravings on 30 slabs, approximately 24 pieces of geometric imagery - Affenplatte [Monkey slab] with an engraved pecked-infill human figure - Halbmondplatte [Half moon slab] with sitting giraffe - giant elephant and rhino |
| 12    | Der Westliche Berghang [Западный склон холма]              | 20°35′53″ ю. ш. 14°22′29″ в. д. | - Carstenplatte [Carsten’s Slab] with several pecked animal engravings |
| 13    | Am Fuß des Westlichen Berghangs [Подножье западного холма] | 20°35′52″ ю. ш. 14°22′26″ в. д. | - 120 engravings on 10 rock blocks - Spoor rock with several animal footprints and a 7-toed feline |
| 14    | Beim Großen Malereiblock [Основной каменный блок]          | 20°35′56″ ю. ш. 14°22′23″ в. д. | - 20 engravings and 25 paintings in a cave-like overhang structure - best-preserved paintings in the valley |
| 15    | Beim Großen Malereiblock [Основной каменный блок] Outlier  | 20°35′58″ ю. ш. 14°22′13″ в. д. | - engraved cluster with animal spoor and cupules |

## Признание

### Национальный Памятник Намибии
В 1952 году долина была объявлена «Национальным Памятником Намибии», после того, как большое количество плит с рисунками было похищено.
Кто открыл эти рисунки в долине Твифелфонтейн — неизвестно, но, возможно, это был Рейнхард Маак.

### Всемирное наследие ЮНЕСКО
В 2007 году на 31-й сессии Комитета Всемирного наследия ЮНЕСКО долина Твифелфонтейн была признана Объектом Всемирного наследия.

## О туризме
Эти памятники человеческой истории сейчас доступны для туристов. Проехать туда можно по автотрассе.
Скалистые горы могут посещаться только в сопровождении экскурсовода в целях предотвращения вандализма и кражи Объектов Всемирного наследия.
С 2009 по 2010 годы долину Твифелфонтейн посетило около 57 058 туристов.

## Фильмы
- «Schätze der Welt — Erbe der Menschheit. Die Felsgravuren von Twyfelfontein, Namibia — Verschlüsselte steinerne Botschaft.» («Сокровища мира — Наследие человечества. Наскальные рисунки в долине Твифелфонтейн, Намибия — Зашифрованное послание из камня») Телевизионный репортаж, 2008, 14:40 мин.